# Volksbank Hildesheim-Lehrte-Pattensen
Die Volksbank eG Hildesheim-Lehrte-Pattensen ist eine deutsche Genossenschaftsbank und hat ihren Sitz in Hildesheim. Ihr Geschäftsgebiet liegt südöstlich von Hannover und umfasst 21 Standorte. Eigentümer der Bank sind 61.332 Mitglieder der Genossenschaft. Sie entstand 2015 durch Verschmelzung der Volksbank eG, Lehrte-Springe-Pattensen-Ronnenberg mit der Volksbank Hildesheim eG.

## Geschichte
Die Entwicklung der Volksbank eG, Hildesheim-Lehrte-Pattensen, verlief verschiedenartig. Abhängig von dem sich örtlich vollziehenden wirtschaftlichen Umbruch hin zur Industriegesellschaft ergab sich der Bedarf nach mittelständischen Kreditinstituten in den Regionen ab Mitte des 19. Jahrhunderts zeitlich sehr unterschiedlich. Aus zahlreichen örtlich gegründeten Genossenschaften entstanden ab Mitte des 20. Jahrhunderts durch vielfache Fusionen regionale Banken. Die Volksbanken von Springe, Ronnenberg und Lehrte stießen in dieser Reihenfolge zwischen 1990 und 2003 zu der Volksbank in Pattensen, deren Name jeweils ergänzt wurde. Parallel dazu wuchs die Volksbank in Hildesheim auf ähnliche Weise.
Von 2000 bis Ende 2015 war Michael Siegers Vorstandsvorsitzender der Volksbank.

### Hildesheim
Angeregt durch das Beispiel bereits seit 1895 vorhandener Spar- und Darlehnskassen im jetzigen Landkreis Hildesheim gründete sich die heutige Volksbank am 30. Dezember 1897. Hauptsächlich gestützt durch das Handwerk, nannte sie sich Spar- und Darlehensverein zu Hildesheim GmbH. Nach vielen Jahren wirtschaftlicher Veränderungen wurde die Bank 1941 zur Volksbank Hildesheim eGmbH. Nach der Fusion mit der Volksbank Leinetal im Jahr 1989 entstand die Volksbank Hildesheim-Leinetal eG.
1999 fusionierte sie dann mit der Volksbank Harsum und trug seitdem den Namen Volksbank Hildesheim eG. Im Jahr 2014 hatte diese Bank 178 Mitarbeiter (Vollzeit), 23 Geschäftsstellen, 53.053 Kunden und 28.234 Mitglieder und eine Bilanzsumme von 761 Millionen Euro (Einlagen: 609 Mio. Euro, Kundenkredite: 394 Mio. Euro).

### Lehrte
Die Bildung eines wichtigen Eisenbahnknotenpunktes in Lehrte, verbunden mit der Fertigstellung der Strecke über Stendal nach Berlin im Jahr 1871, sorgte in diesem Gebiet für ein starkes wirtschaftliches Wachstum.
Außergewöhnlich war die Entstehung von zwei Genossenschaftsbanken. Am 18. November 1873 bildete sich die Vorschuss- und Sparkasse in Lehrte eG. Kurz darauf wurde am 14. Dezember 1873 der Central Vorschuss- und Sparverein in Lehrte gegründet.
Die Firmierung beider Institute wechselte in den folgenden Jahrzehnten einige Male. So wurde aus dem Central Vorschuss- und Sparverein in Lehrte 1933 die Genossenschaftsbank Lehrte eGmbH und die Vorschuss- und Sparkasse in Lehrte firmierte ab dem Jahr 1941 als Lehrter Volksbank von 1873 eGmbH. Die letzte Änderung der Firmierung erfolgte 1974, als sich die Lehrter Volksbank und die Genossenschaftsbank Lehrte zur Volksbank Lehrte eG im Rahmen einer Verschmelzung zusammenschlossen. Übernehmende Kreditgenossenschaft war die Lehrter Volksbank von 1873 eG.
In den Jahren von 1974 bis 2003 wuchs die Volksbank Lehrte durch weitere Verschmelzungen. Im Jahre 1976 kamen die Spar- und Darlehnskasse Ahlten, 1979 die Volksbank Sievershausen sowie 1985 die Spar- und Darlehnskasse Ilten und die Sehnder Bank hinzu.
2003 verschmolz die Volksbank Lehrte mit der Volksbank Springe-Pattensen-Ronnenberg.

### Springe
Im September 1899 erfolgte die Gründung des Eldagser Kreditvereins eGmbH zu Eldagsen durch 45 Bürger aus der Region. 1939 wurde die Firmenbezeichnung in Volksbank Eldagsen eGmbH geändert. Im Januar 1974 kam es zu einer Verschmelzung mit der Spar- und Darlehnskasse Völksen eGmbH. In der Kreisstadt Springe war die in Eldagsen gegründete Bank seit 1953 durch eine Zweigstelle im Hause des Ratskellers vertreten. Das in Springe im Jahr 1961 errichtete neue Betriebsgebäude bot günstige Möglichkeiten zur Geschäftsentwicklung, denen mit der Umfirmierung in Volksbank Eldagsen-Springe eG Rechnung getragen wurde. Im Jahre 1990 kam es dann zur Verschmelzung mit der Volksbank eG in Pattensen.

### Pattensen
Als Folge der wirtschaftlichen Aufwärtsentwicklung der 1920er Jahre gründeten 29 Bürger der Stadt Pattensen Mitte des Jahres 1926 im Ratskeller die Kreditbank eGmbH Pattensen-Leine. Im Jahre 1970 kam es zum Zusammenschluss mit der Spar- und Darlehnskasse Lüdersen eGmbH in Bennigsen. Als Folge der Verschmelzung wurde der Firmenname in Volksbank eG, Pattensen, geändert.
Die 1897 gegründete Spar- und Darlehnskasse Lüdersen eGmbH hatte mit der im gleichen Jahr entstandenen Spar- und Darlehnskasse Gestorf eGmbH bereits 1962 einen Zusammenschluss vollzogen. 1985 war die Verschmelzung mit der 1926 gegründeten Volksbank in Gleidingen. Im Jahr 1990 erfolgte der Zusammenschluss mit der Volksbank Eldagsen-Springe eG zur Volksbank Springe-Pattensen eG und 1999 mit der Volksbank eG in Ronnenberg.
Im April/Mai 2003 entstand durch Zusammenschluss mit der Volksbank Lehrte eG die Volksbank eG, Lehrte-Springe-Pattensen-Ronnenberg. Im Jahr 2014 hatte diese Bank 275 Mitarbeiter (Vollzeit), 28 Geschäftsstellen, 80.389 Kunden, 38.782 Mitglieder und eine Bilanzsumme von 1358 Millionen Euro (Einlagen: 1082 Mio. Euro, Kundenkredite: 691 Mio. Euro).

### Ronnenberg
In der durch die Entstehung des Kalibergbaues ab Anfang des 20. Jahrhunderts im Calenberger Land geprägte Region um den Ort Ronnenberg gründete sich im April des Jahres 1901 der Kreditverein Ronnenberg eGmbH. Im Prozess der fortlaufenden Wirtschaftsentwicklung dieses Raumes kam es im Jahr 1989 zum Zusammenschluss mit der Volksbank Holtensen-Bredenbeck eG und der Volksbank Wennigsen eG zur Volksbank eG mit Sitz in Ronnenberg.
Älteste Keimzelle dieses neuen Verbundes war die im Jahre 1895 entstandene Spar- und Darlehnskasse mit Sitz in Holtensen. Die Spar- und Darlehnskasse eGmbH Wennigsen gründete sich im Jahre 1902. Im Sommer 1999 wurde dann der Zusammenschluss zur Volksbank Springe-Pattensen-Ronnenberg vollzogen.